# Краљица (шах)
Краљица или дама (♕,♛) је најмоћнија фигура у шаху. Сваки играч почиње партију са по једном краљицом, постављеном поред краља. Почетници често случајно замене места краљу и краљици, па се стога памти да „краљица иде на своју боју“. Оне стартују са поља сопствене боје - бела краљица полази са белог поља, а црна краљица са црног поља. У алгебарској нотацији, бела краљица полази са поља d1 а црна са d8.
Када је шах служио као ратна игра за планирање битака, краљица је представљала краљеве најискусније и најспособније снаге, а не његову супругу. У многим случајевима је ово била његова лична гарда.
|   | a | b | c | d | e | f | g | h |   |
| 8 | d8 white circle · h8 white circle · a7 white circle · d7 white circle · g7 white circle · b6 white circle · d6 white circle · f6 white circle · c5 white circle · d5 white circle · e5 white circle · a4 white circle · b4 white circle · c4 white circle · d4 white queen · e4 white circle · f4 white circle · g4 white circle · h4 white circle · c3 white circle · d3 white circle · e3 white circle · b2 white circle · d2 white circle · f2 white circle · a1 white circle · d1 white circle · g1 white circle | d8 white circle · h8 white circle · a7 white circle · d7 white circle · g7 white circle · b6 white circle · d6 white circle · f6 white circle · c5 white circle · d5 white circle · e5 white circle · a4 white circle · b4 white circle · c4 white circle · d4 white queen · e4 white circle · f4 white circle · g4 white circle · h4 white circle · c3 white circle · d3 white circle · e3 white circle · b2 white circle · d2 white circle · f2 white circle · a1 white circle · d1 white circle · g1 white circle | d8 white circle · h8 white circle · a7 white circle · d7 white circle · g7 white circle · b6 white circle · d6 white circle · f6 white circle · c5 white circle · d5 white circle · e5 white circle · a4 white circle · b4 white circle · c4 white circle · d4 white queen · e4 white circle · f4 white circle · g4 white circle · h4 white circle · c3 white circle · d3 white circle · e3 white circle · b2 white circle · d2 white circle · f2 white circle · a1 white circle · d1 white circle · g1 white circle | d8 white circle · h8 white circle · a7 white circle · d7 white circle · g7 white circle · b6 white circle · d6 white circle · f6 white circle · c5 white circle · d5 white circle · e5 white circle · a4 white circle · b4 white circle · c4 white circle · d4 white queen · e4 white circle · f4 white circle · g4 white circle · h4 white circle · c3 white circle · d3 white circle · e3 white circle · b2 white circle · d2 white circle · f2 white circle · a1 white circle · d1 white circle · g1 white circle | d8 white circle · h8 white circle · a7 white circle · d7 white circle · g7 white circle · b6 white circle · d6 white circle · f6 white circle · c5 white circle · d5 white circle · e5 white circle · a4 white circle · b4 white circle · c4 white circle · d4 white queen · e4 white circle · f4 white circle · g4 white circle · h4 white circle · c3 white circle · d3 white circle · e3 white circle · b2 white circle · d2 white circle · f2 white circle · a1 white circle · d1 white circle · g1 white circle | d8 white circle · h8 white circle · a7 white circle · d7 white circle · g7 white circle · b6 white circle · d6 white circle · f6 white circle · c5 white circle · d5 white circle · e5 white circle · a4 white circle · b4 white circle · c4 white circle · d4 white queen · e4 white circle · f4 white circle · g4 white circle · h4 white circle · c3 white circle · d3 white circle · e3 white circle · b2 white circle · d2 white circle · f2 white circle · a1 white circle · d1 white circle · g1 white circle | d8 white circle · h8 white circle · a7 white circle · d7 white circle · g7 white circle · b6 white circle · d6 white circle · f6 white circle · c5 white circle · d5 white circle · e5 white circle · a4 white circle · b4 white circle · c4 white circle · d4 white queen · e4 white circle · f4 white circle · g4 white circle · h4 white circle · c3 white circle · d3 white circle · e3 white circle · b2 white circle · d2 white circle · f2 white circle · a1 white circle · d1 white circle · g1 white circle | d8 white circle · h8 white circle · a7 white circle · d7 white circle · g7 white circle · b6 white circle · d6 white circle · f6 white circle · c5 white circle · d5 white circle · e5 white circle · a4 white circle · b4 white circle · c4 white circle · d4 white queen · e4 white circle · f4 white circle · g4 white circle · h4 white circle · c3 white circle · d3 white circle · e3 white circle · b2 white circle · d2 white circle · f2 white circle · a1 white circle · d1 white circle · g1 white circle | 8 |
| 7 | d8 white circle · h8 white circle · a7 white circle · d7 white circle · g7 white circle · b6 white circle · d6 white circle · f6 white circle · c5 white circle · d5 white circle · e5 white circle · a4 white circle · b4 white circle · c4 white circle · d4 white queen · e4 white circle · f4 white circle · g4 white circle · h4 white circle · c3 white circle · d3 white circle · e3 white circle · b2 white circle · d2 white circle · f2 white circle · a1 white circle · d1 white circle · g1 white circle | d8 white circle · h8 white circle · a7 white circle · d7 white circle · g7 white circle · b6 white circle · d6 white circle · f6 white circle · c5 white circle · d5 white circle · e5 white circle · a4 white circle · b4 white circle · c4 white circle · d4 white queen · e4 white circle · f4 white circle · g4 white circle · h4 white circle · c3 white circle · d3 white circle · e3 white circle · b2 white circle · d2 white circle · f2 white circle · a1 white circle · d1 white circle · g1 white circle | d8 white circle · h8 white circle · a7 white circle · d7 white circle · g7 white circle · b6 white circle · d6 white circle · f6 white circle · c5 white circle · d5 white circle · e5 white circle · a4 white circle · b4 white circle · c4 white circle · d4 white queen · e4 white circle · f4 white circle · g4 white circle · h4 white circle · c3 white circle · d3 white circle · e3 white circle · b2 white circle · d2 white circle · f2 white circle · a1 white circle · d1 white circle · g1 white circle | d8 white circle · h8 white circle · a7 white circle · d7 white circle · g7 white circle · b6 white circle · d6 white circle · f6 white circle · c5 white circle · d5 white circle · e5 white circle · a4 white circle · b4 white circle · c4 white circle · d4 white queen · e4 white circle · f4 white circle · g4 white circle · h4 white circle · c3 white circle · d3 white circle · e3 white circle · b2 white circle · d2 white circle · f2 white circle · a1 white circle · d1 white circle · g1 white circle | d8 white circle · h8 white circle · a7 white circle · d7 white circle · g7 white circle · b6 white circle · d6 white circle · f6 white circle · c5 white circle · d5 white circle · e5 white circle · a4 white circle · b4 white circle · c4 white circle · d4 white queen · e4 white circle · f4 white circle · g4 white circle · h4 white circle · c3 white circle · d3 white circle · e3 white circle · b2 white circle · d2 white circle · f2 white circle · a1 white circle · d1 white circle · g1 white circle | d8 white circle · h8 white circle · a7 white circle · d7 white circle · g7 white circle · b6 white circle · d6 white circle · f6 white circle · c5 white circle · d5 white circle · e5 white circle · a4 white circle · b4 white circle · c4 white circle · d4 white queen · e4 white circle · f4 white circle · g4 white circle · h4 white circle · c3 white circle · d3 white circle · e3 white circle · b2 white circle · d2 white circle · f2 white circle · a1 white circle · d1 white circle · g1 white circle | d8 white circle · h8 white circle · a7 white circle · d7 white circle · g7 white circle · b6 white circle · d6 white circle · f6 white circle · c5 white circle · d5 white circle · e5 white circle · a4 white circle · b4 white circle · c4 white circle · d4 white queen · e4 white circle · f4 white circle · g4 white circle · h4 white circle · c3 white circle · d3 white circle · e3 white circle · b2 white circle · d2 white circle · f2 white circle · a1 white circle · d1 white circle · g1 white circle | d8 white circle · h8 white circle · a7 white circle · d7 white circle · g7 white circle · b6 white circle · d6 white circle · f6 white circle · c5 white circle · d5 white circle · e5 white circle · a4 white circle · b4 white circle · c4 white circle · d4 white queen · e4 white circle · f4 white circle · g4 white circle · h4 white circle · c3 white circle · d3 white circle · e3 white circle · b2 white circle · d2 white circle · f2 white circle · a1 white circle · d1 white circle · g1 white circle | 7 |
| 6 | d8 white circle · h8 white circle · a7 white circle · d7 white circle · g7 white circle · b6 white circle · d6 white circle · f6 white circle · c5 white circle · d5 white circle · e5 white circle · a4 white circle · b4 white circle · c4 white circle · d4 white queen · e4 white circle · f4 white circle · g4 white circle · h4 white circle · c3 white circle · d3 white circle · e3 white circle · b2 white circle · d2 white circle · f2 white circle · a1 white circle · d1 white circle · g1 white circle | d8 white circle · h8 white circle · a7 white circle · d7 white circle · g7 white circle · b6 white circle · d6 white circle · f6 white circle · c5 white circle · d5 white circle · e5 white circle · a4 white circle · b4 white circle · c4 white circle · d4 white queen · e4 white circle · f4 white circle · g4 white circle · h4 white circle · c3 white circle · d3 white circle · e3 white circle · b2 white circle · d2 white circle · f2 white circle · a1 white circle · d1 white circle · g1 white circle | d8 white circle · h8 white circle · a7 white circle · d7 white circle · g7 white circle · b6 white circle · d6 white circle · f6 white circle · c5 white circle · d5 white circle · e5 white circle · a4 white circle · b4 white circle · c4 white circle · d4 white queen · e4 white circle · f4 white circle · g4 white circle · h4 white circle · c3 white circle · d3 white circle · e3 white circle · b2 white circle · d2 white circle · f2 white circle · a1 white circle · d1 white circle · g1 white circle | d8 white circle · h8 white circle · a7 white circle · d7 white circle · g7 white circle · b6 white circle · d6 white circle · f6 white circle · c5 white circle · d5 white circle · e5 white circle · a4 white circle · b4 white circle · c4 white circle · d4 white queen · e4 white circle · f4 white circle · g4 white circle · h4 white circle · c3 white circle · d3 white circle · e3 white circle · b2 white circle · d2 white circle · f2 white circle · a1 white circle · d1 white circle · g1 white circle | d8 white circle · h8 white circle · a7 white circle · d7 white circle · g7 white circle · b6 white circle · d6 white circle · f6 white circle · c5 white circle · d5 white circle · e5 white circle · a4 white circle · b4 white circle · c4 white circle · d4 white queen · e4 white circle · f4 white circle · g4 white circle · h4 white circle · c3 white circle · d3 white circle · e3 white circle · b2 white circle · d2 white circle · f2 white circle · a1 white circle · d1 white circle · g1 white circle | d8 white circle · h8 white circle · a7 white circle · d7 white circle · g7 white circle · b6 white circle · d6 white circle · f6 white circle · c5 white circle · d5 white circle · e5 white circle · a4 white circle · b4 white circle · c4 white circle · d4 white queen · e4 white circle · f4 white circle · g4 white circle · h4 white circle · c3 white circle · d3 white circle · e3 white circle · b2 white circle · d2 white circle · f2 white circle · a1 white circle · d1 white circle · g1 white circle | d8 white circle · h8 white circle · a7 white circle · d7 white circle · g7 white circle · b6 white circle · d6 white circle · f6 white circle · c5 white circle · d5 white circle · e5 white circle · a4 white circle · b4 white circle · c4 white circle · d4 white queen · e4 white circle · f4 white circle · g4 white circle · h4 white circle · c3 white circle · d3 white circle · e3 white circle · b2 white circle · d2 white circle · f2 white circle · a1 white circle · d1 white circle · g1 white circle | d8 white circle · h8 white circle · a7 white circle · d7 white circle · g7 white circle · b6 white circle · d6 white circle · f6 white circle · c5 white circle · d5 white circle · e5 white circle · a4 white circle · b4 white circle · c4 white circle · d4 white queen · e4 white circle · f4 white circle · g4 white circle · h4 white circle · c3 white circle · d3 white circle · e3 white circle · b2 white circle · d2 white circle · f2 white circle · a1 white circle · d1 white circle · g1 white circle | 6 |
| 5 | d8 white circle · h8 white circle · a7 white circle · d7 white circle · g7 white circle · b6 white circle · d6 white circle · f6 white circle · c5 white circle · d5 white circle · e5 white circle · a4 white circle · b4 white circle · c4 white circle · d4 white queen · e4 white circle · f4 white circle · g4 white circle · h4 white circle · c3 white circle · d3 white circle · e3 white circle · b2 white circle · d2 white circle · f2 white circle · a1 white circle · d1 white circle · g1 white circle | d8 white circle · h8 white circle · a7 white circle · d7 white circle · g7 white circle · b6 white circle · d6 white circle · f6 white circle · c5 white circle · d5 white circle · e5 white circle · a4 white circle · b4 white circle · c4 white circle · d4 white queen · e4 white circle · f4 white circle · g4 white circle · h4 white circle · c3 white circle · d3 white circle · e3 white circle · b2 white circle · d2 white circle · f2 white circle · a1 white circle · d1 white circle · g1 white circle | d8 white circle · h8 white circle · a7 white circle · d7 white circle · g7 white circle · b6 white circle · d6 white circle · f6 white circle · c5 white circle · d5 white circle · e5 white circle · a4 white circle · b4 white circle · c4 white circle · d4 white queen · e4 white circle · f4 white circle · g4 white circle · h4 white circle · c3 white circle · d3 white circle · e3 white circle · b2 white circle · d2 white circle · f2 white circle · a1 white circle · d1 white circle · g1 white circle | d8 white circle · h8 white circle · a7 white circle · d7 white circle · g7 white circle · b6 white circle · d6 white circle · f6 white circle · c5 white circle · d5 white circle · e5 white circle · a4 white circle · b4 white circle · c4 white circle · d4 white queen · e4 white circle · f4 white circle · g4 white circle · h4 white circle · c3 white circle · d3 white circle · e3 white circle · b2 white circle · d2 white circle · f2 white circle · a1 white circle · d1 white circle · g1 white circle | d8 white circle · h8 white circle · a7 white circle · d7 white circle · g7 white circle · b6 white circle · d6 white circle · f6 white circle · c5 white circle · d5 white circle · e5 white circle · a4 white circle · b4 white circle · c4 white circle · d4 white queen · e4 white circle · f4 white circle · g4 white circle · h4 white circle · c3 white circle · d3 white circle · e3 white circle · b2 white circle · d2 white circle · f2 white circle · a1 white circle · d1 white circle · g1 white circle | d8 white circle · h8 white circle · a7 white circle · d7 white circle · g7 white circle · b6 white circle · d6 white circle · f6 white circle · c5 white circle · d5 white circle · e5 white circle · a4 white circle · b4 white circle · c4 white circle · d4 white queen · e4 white circle · f4 white circle · g4 white circle · h4 white circle · c3 white circle · d3 white circle · e3 white circle · b2 white circle · d2 white circle · f2 white circle · a1 white circle · d1 white circle · g1 white circle | d8 white circle · h8 white circle · a7 white circle · d7 white circle · g7 white circle · b6 white circle · d6 white circle · f6 white circle · c5 white circle · d5 white circle · e5 white circle · a4 white circle · b4 white circle · c4 white circle · d4 white queen · e4 white circle · f4 white circle · g4 white circle · h4 white circle · c3 white circle · d3 white circle · e3 white circle · b2 white circle · d2 white circle · f2 white circle · a1 white circle · d1 white circle · g1 white circle | d8 white circle · h8 white circle · a7 white circle · d7 white circle · g7 white circle · b6 white circle · d6 white circle · f6 white circle · c5 white circle · d5 white circle · e5 white circle · a4 white circle · b4 white circle · c4 white circle · d4 white queen · e4 white circle · f4 white circle · g4 white circle · h4 white circle · c3 white circle · d3 white circle · e3 white circle · b2 white circle · d2 white circle · f2 white circle · a1 white circle · d1 white circle · g1 white circle | 5 |
| 4 | d8 white circle · h8 white circle · a7 white circle · d7 white circle · g7 white circle · b6 white circle · d6 white circle · f6 white circle · c5 white circle · d5 white circle · e5 white circle · a4 white circle · b4 white circle · c4 white circle · d4 white queen · e4 white circle · f4 white circle · g4 white circle · h4 white circle · c3 white circle · d3 white circle · e3 white circle · b2 white circle · d2 white circle · f2 white circle · a1 white circle · d1 white circle · g1 white circle | d8 white circle · h8 white circle · a7 white circle · d7 white circle · g7 white circle · b6 white circle · d6 white circle · f6 white circle · c5 white circle · d5 white circle · e5 white circle · a4 white circle · b4 white circle · c4 white circle · d4 white queen · e4 white circle · f4 white circle · g4 white circle · h4 white circle · c3 white circle · d3 white circle · e3 white circle · b2 white circle · d2 white circle · f2 white circle · a1 white circle · d1 white circle · g1 white circle | d8 white circle · h8 white circle · a7 white circle · d7 white circle · g7 white circle · b6 white circle · d6 white circle · f6 white circle · c5 white circle · d5 white circle · e5 white circle · a4 white circle · b4 white circle · c4 white circle · d4 white queen · e4 white circle · f4 white circle · g4 white circle · h4 white circle · c3 white circle · d3 white circle · e3 white circle · b2 white circle · d2 white circle · f2 white circle · a1 white circle · d1 white circle · g1 white circle | d8 white circle · h8 white circle · a7 white circle · d7 white circle · g7 white circle · b6 white circle · d6 white circle · f6 white circle · c5 white circle · d5 white circle · e5 white circle · a4 white circle · b4 white circle · c4 white circle · d4 white queen · e4 white circle · f4 white circle · g4 white circle · h4 white circle · c3 white circle · d3 white circle · e3 white circle · b2 white circle · d2 white circle · f2 white circle · a1 white circle · d1 white circle · g1 white circle | d8 white circle · h8 white circle · a7 white circle · d7 white circle · g7 white circle · b6 white circle · d6 white circle · f6 white circle · c5 white circle · d5 white circle · e5 white circle · a4 white circle · b4 white circle · c4 white circle · d4 white queen · e4 white circle · f4 white circle · g4 white circle · h4 white circle · c3 white circle · d3 white circle · e3 white circle · b2 white circle · d2 white circle · f2 white circle · a1 white circle · d1 white circle · g1 white circle | d8 white circle · h8 white circle · a7 white circle · d7 white circle · g7 white circle · b6 white circle · d6 white circle · f6 white circle · c5 white circle · d5 white circle · e5 white circle · a4 white circle · b4 white circle · c4 white circle · d4 white queen · e4 white circle · f4 white circle · g4 white circle · h4 white circle · c3 white circle · d3 white circle · e3 white circle · b2 white circle · d2 white circle · f2 white circle · a1 white circle · d1 white circle · g1 white circle | d8 white circle · h8 white circle · a7 white circle · d7 white circle · g7 white circle · b6 white circle · d6 white circle · f6 white circle · c5 white circle · d5 white circle · e5 white circle · a4 white circle · b4 white circle · c4 white circle · d4 white queen · e4 white circle · f4 white circle · g4 white circle · h4 white circle · c3 white circle · d3 white circle · e3 white circle · b2 white circle · d2 white circle · f2 white circle · a1 white circle · d1 white circle · g1 white circle | d8 white circle · h8 white circle · a7 white circle · d7 white circle · g7 white circle · b6 white circle · d6 white circle · f6 white circle · c5 white circle · d5 white circle · e5 white circle · a4 white circle · b4 white circle · c4 white circle · d4 white queen · e4 white circle · f4 white circle · g4 white circle · h4 white circle · c3 white circle · d3 white circle · e3 white circle · b2 white circle · d2 white circle · f2 white circle · a1 white circle · d1 white circle · g1 white circle | 4 |
| 3 | d8 white circle · h8 white circle · a7 white circle · d7 white circle · g7 white circle · b6 white circle · d6 white circle · f6 white circle · c5 white circle · d5 white circle · e5 white circle · a4 white circle · b4 white circle · c4 white circle · d4 white queen · e4 white circle · f4 white circle · g4 white circle · h4 white circle · c3 white circle · d3 white circle · e3 white circle · b2 white circle · d2 white circle · f2 white circle · a1 white circle · d1 white circle · g1 white circle | d8 white circle · h8 white circle · a7 white circle · d7 white circle · g7 white circle · b6 white circle · d6 white circle · f6 white circle · c5 white circle · d5 white circle · e5 white circle · a4 white circle · b4 white circle · c4 white circle · d4 white queen · e4 white circle · f4 white circle · g4 white circle · h4 white circle · c3 white circle · d3 white circle · e3 white circle · b2 white circle · d2 white circle · f2 white circle · a1 white circle · d1 white circle · g1 white circle | d8 white circle · h8 white circle · a7 white circle · d7 white circle · g7 white circle · b6 white circle · d6 white circle · f6 white circle · c5 white circle · d5 white circle · e5 white circle · a4 white circle · b4 white circle · c4 white circle · d4 white queen · e4 white circle · f4 white circle · g4 white circle · h4 white circle · c3 white circle · d3 white circle · e3 white circle · b2 white circle · d2 white circle · f2 white circle · a1 white circle · d1 white circle · g1 white circle | d8 white circle · h8 white circle · a7 white circle · d7 white circle · g7 white circle · b6 white circle · d6 white circle · f6 white circle · c5 white circle · d5 white circle · e5 white circle · a4 white circle · b4 white circle · c4 white circle · d4 white queen · e4 white circle · f4 white circle · g4 white circle · h4 white circle · c3 white circle · d3 white circle · e3 white circle · b2 white circle · d2 white circle · f2 white circle · a1 white circle · d1 white circle · g1 white circle | d8 white circle · h8 white circle · a7 white circle · d7 white circle · g7 white circle · b6 white circle · d6 white circle · f6 white circle · c5 white circle · d5 white circle · e5 white circle · a4 white circle · b4 white circle · c4 white circle · d4 white queen · e4 white circle · f4 white circle · g4 white circle · h4 white circle · c3 white circle · d3 white circle · e3 white circle · b2 white circle · d2 white circle · f2 white circle · a1 white circle · d1 white circle · g1 white circle | d8 white circle · h8 white circle · a7 white circle · d7 white circle · g7 white circle · b6 white circle · d6 white circle · f6 white circle · c5 white circle · d5 white circle · e5 white circle · a4 white circle · b4 white circle · c4 white circle · d4 white queen · e4 white circle · f4 white circle · g4 white circle · h4 white circle · c3 white circle · d3 white circle · e3 white circle · b2 white circle · d2 white circle · f2 white circle · a1 white circle · d1 white circle · g1 white circle | d8 white circle · h8 white circle · a7 white circle · d7 white circle · g7 white circle · b6 white circle · d6 white circle · f6 white circle · c5 white circle · d5 white circle · e5 white circle · a4 white circle · b4 white circle · c4 white circle · d4 white queen · e4 white circle · f4 white circle · g4 white circle · h4 white circle · c3 white circle · d3 white circle · e3 white circle · b2 white circle · d2 white circle · f2 white circle · a1 white circle · d1 white circle · g1 white circle | d8 white circle · h8 white circle · a7 white circle · d7 white circle · g7 white circle · b6 white circle · d6 white circle · f6 white circle · c5 white circle · d5 white circle · e5 white circle · a4 white circle · b4 white circle · c4 white circle · d4 white queen · e4 white circle · f4 white circle · g4 white circle · h4 white circle · c3 white circle · d3 white circle · e3 white circle · b2 white circle · d2 white circle · f2 white circle · a1 white circle · d1 white circle · g1 white circle | 3 |
| 2 | d8 white circle · h8 white circle · a7 white circle · d7 white circle · g7 white circle · b6 white circle · d6 white circle · f6 white circle · c5 white circle · d5 white circle · e5 white circle · a4 white circle · b4 white circle · c4 white circle · d4 white queen · e4 white circle · f4 white circle · g4 white circle · h4 white circle · c3 white circle · d3 white circle · e3 white circle · b2 white circle · d2 white circle · f2 white circle · a1 white circle · d1 white circle · g1 white circle | d8 white circle · h8 white circle · a7 white circle · d7 white circle · g7 white circle · b6 white circle · d6 white circle · f6 white circle · c5 white circle · d5 white circle · e5 white circle · a4 white circle · b4 white circle · c4 white circle · d4 white queen · e4 white circle · f4 white circle · g4 white circle · h4 white circle · c3 white circle · d3 white circle · e3 white circle · b2 white circle · d2 white circle · f2 white circle · a1 white circle · d1 white circle · g1 white circle | d8 white circle · h8 white circle · a7 white circle · d7 white circle · g7 white circle · b6 white circle · d6 white circle · f6 white circle · c5 white circle · d5 white circle · e5 white circle · a4 white circle · b4 white circle · c4 white circle · d4 white queen · e4 white circle · f4 white circle · g4 white circle · h4 white circle · c3 white circle · d3 white circle · e3 white circle · b2 white circle · d2 white circle · f2 white circle · a1 white circle · d1 white circle · g1 white circle | d8 white circle · h8 white circle · a7 white circle · d7 white circle · g7 white circle · b6 white circle · d6 white circle · f6 white circle · c5 white circle · d5 white circle · e5 white circle · a4 white circle · b4 white circle · c4 white circle · d4 white queen · e4 white circle · f4 white circle · g4 white circle · h4 white circle · c3 white circle · d3 white circle · e3 white circle · b2 white circle · d2 white circle · f2 white circle · a1 white circle · d1 white circle · g1 white circle | d8 white circle · h8 white circle · a7 white circle · d7 white circle · g7 white circle · b6 white circle · d6 white circle · f6 white circle · c5 white circle · d5 white circle · e5 white circle · a4 white circle · b4 white circle · c4 white circle · d4 white queen · e4 white circle · f4 white circle · g4 white circle · h4 white circle · c3 white circle · d3 white circle · e3 white circle · b2 white circle · d2 white circle · f2 white circle · a1 white circle · d1 white circle · g1 white circle | d8 white circle · h8 white circle · a7 white circle · d7 white circle · g7 white circle · b6 white circle · d6 white circle · f6 white circle · c5 white circle · d5 white circle · e5 white circle · a4 white circle · b4 white circle · c4 white circle · d4 white queen · e4 white circle · f4 white circle · g4 white circle · h4 white circle · c3 white circle · d3 white circle · e3 white circle · b2 white circle · d2 white circle · f2 white circle · a1 white circle · d1 white circle · g1 white circle | d8 white circle · h8 white circle · a7 white circle · d7 white circle · g7 white circle · b6 white circle · d6 white circle · f6 white circle · c5 white circle · d5 white circle · e5 white circle · a4 white circle · b4 white circle · c4 white circle · d4 white queen · e4 white circle · f4 white circle · g4 white circle · h4 white circle · c3 white circle · d3 white circle · e3 white circle · b2 white circle · d2 white circle · f2 white circle · a1 white circle · d1 white circle · g1 white circle | d8 white circle · h8 white circle · a7 white circle · d7 white circle · g7 white circle · b6 white circle · d6 white circle · f6 white circle · c5 white circle · d5 white circle · e5 white circle · a4 white circle · b4 white circle · c4 white circle · d4 white queen · e4 white circle · f4 white circle · g4 white circle · h4 white circle · c3 white circle · d3 white circle · e3 white circle · b2 white circle · d2 white circle · f2 white circle · a1 white circle · d1 white circle · g1 white circle | 2 |
| 1 | d8 white circle · h8 white circle · a7 white circle · d7 white circle · g7 white circle · b6 white circle · d6 white circle · f6 white circle · c5 white circle · d5 white circle · e5 white circle · a4 white circle · b4 white circle · c4 white circle · d4 white queen · e4 white circle · f4 white circle · g4 white circle · h4 white circle · c3 white circle · d3 white circle · e3 white circle · b2 white circle · d2 white circle · f2 white circle · a1 white circle · d1 white circle · g1 white circle | d8 white circle · h8 white circle · a7 white circle · d7 white circle · g7 white circle · b6 white circle · d6 white circle · f6 white circle · c5 white circle · d5 white circle · e5 white circle · a4 white circle · b4 white circle · c4 white circle · d4 white queen · e4 white circle · f4 white circle · g4 white circle · h4 white circle · c3 white circle · d3 white circle · e3 white circle · b2 white circle · d2 white circle · f2 white circle · a1 white circle · d1 white circle · g1 white circle | d8 white circle · h8 white circle · a7 white circle · d7 white circle · g7 white circle · b6 white circle · d6 white circle · f6 white circle · c5 white circle · d5 white circle · e5 white circle · a4 white circle · b4 white circle · c4 white circle · d4 white queen · e4 white circle · f4 white circle · g4 white circle · h4 white circle · c3 white circle · d3 white circle · e3 white circle · b2 white circle · d2 white circle · f2 white circle · a1 white circle · d1 white circle · g1 white circle | d8 white circle · h8 white circle · a7 white circle · d7 white circle · g7 white circle · b6 white circle · d6 white circle · f6 white circle · c5 white circle · d5 white circle · e5 white circle · a4 white circle · b4 white circle · c4 white circle · d4 white queen · e4 white circle · f4 white circle · g4 white circle · h4 white circle · c3 white circle · d3 white circle · e3 white circle · b2 white circle · d2 white circle · f2 white circle · a1 white circle · d1 white circle · g1 white circle | d8 white circle · h8 white circle · a7 white circle · d7 white circle · g7 white circle · b6 white circle · d6 white circle · f6 white circle · c5 white circle · d5 white circle · e5 white circle · a4 white circle · b4 white circle · c4 white circle · d4 white queen · e4 white circle · f4 white circle · g4 white circle · h4 white circle · c3 white circle · d3 white circle · e3 white circle · b2 white circle · d2 white circle · f2 white circle · a1 white circle · d1 white circle · g1 white circle | d8 white circle · h8 white circle · a7 white circle · d7 white circle · g7 white circle · b6 white circle · d6 white circle · f6 white circle · c5 white circle · d5 white circle · e5 white circle · a4 white circle · b4 white circle · c4 white circle · d4 white queen · e4 white circle · f4 white circle · g4 white circle · h4 white circle · c3 white circle · d3 white circle · e3 white circle · b2 white circle · d2 white circle · f2 white circle · a1 white circle · d1 white circle · g1 white circle | d8 white circle · h8 white circle · a7 white circle · d7 white circle · g7 white circle · b6 white circle · d6 white circle · f6 white circle · c5 white circle · d5 white circle · e5 white circle · a4 white circle · b4 white circle · c4 white circle · d4 white queen · e4 white circle · f4 white circle · g4 white circle · h4 white circle · c3 white circle · d3 white circle · e3 white circle · b2 white circle · d2 white circle · f2 white circle · a1 white circle · d1 white circle · g1 white circle | d8 white circle · h8 white circle · a7 white circle · d7 white circle · g7 white circle · b6 white circle · d6 white circle · f6 white circle · c5 white circle · d5 white circle · e5 white circle · a4 white circle · b4 white circle · c4 white circle · d4 white queen · e4 white circle · f4 white circle · g4 white circle · h4 white circle · c3 white circle · d3 white circle · e3 white circle · b2 white circle · d2 white circle · f2 white circle · a1 white circle · d1 white circle · g1 white circle | 1 |
|   | a | b | c | d | e | f | g | h |   |

Краљица се може померати у правој линији вертикално, хоризонтално или дијагонално, за било колико слободних поља, као што је приказано на слици. Њена покретљивост би се могла описати као комбинација покретљивости топа и ловца.
Као и све друге фигуре, краљица ,,једе" друге фигуре тако што се постави на поље које је до тада заузимала поједена противничка фигура.
Обично се сматра да је краљица мало моћнија од топа и ловца, а мало слабија од два топа. Како је краљица највреднија фигура, готово увек је лош потез да се мења краљица за било коју фигуру осим непријатељске краљице, осим уколико ово води ка позицији када би непријатељски краљ могао бити матиран (дамин гамбит).
Краљица је најмоћнија када је табла отворена, када непријатељски краљ није добро брањен, или када постоје небрањене фигуре на непријатељевој страни.
Почетници често краљицу стављају у акцију што је пре могуће, у нади да ће упасти на непријатељеву страну, узети му више фигура, а можда га и матирати. Иако је ефикасна против почетника, ова стратегија је лоша против искусних играча. Ако остале фигуре нису отворене, краљичин напад се може лако одбити. Штавише, пошто је краљица сувише вредна да би се мењала за било коју фигуру, бранилац често може да дође у предност тако што ће нападати изложену краљицу и терати је на повлачење.
Измена краљица се често означава као почетак завршнице.  
Након што су измењене краљице и још неколико фигура, могуће је да се краљеви активније укључе у игру, а фокус партије се пребацује на борбу да се напредује пешацима, до краја табле, како би се евентуално прибавила нова краљица. Међутим, није неопходно претходно изгубити краљицу да би се добила нова. Стога је теоретски могуће, иако невероватно, да један играч у једном тренутку поседује девет краљица.